# 1972 w filmie
Wydarzenia filmowe w 1972 roku.

## Premiery

### Filmy polskie
| Data            | Tytuł filmu                    | Kraj   | Reżyseria             | Obsada                                                                                              |
| --------------- | ------------------------------ | ------ | --------------------- | --------------------------------------------------------------------------------------------------- |
| 4 stycznia      | Trzecia część nocy             | Polska | Andrzej Żuławski      | Małgorzata Braunek, Leszek Teleszyński, Jan Nowicki, Jerzy Goliński                                 |
| 27 stycznia     | Perła w koronie                | Polska | Kazimierz Kutz        | Łucja Kowolik, Olgierd Łukaszewicz, Jan Englert, Franciszek Pieczka, Jerzy Cnota                    |
| 15 lutego       | Zabijcie czarną owcę           | Polska | Jerzy Passendorfer    | Marek Frąckowiak, Ewa Adamska, Anna Seniuk, Bogusz Bilewski, Bolesław Idziak                        |
| 25 lutego       | Agent nr 1                     | Polska | Zbigniew Kuźmiński    | Karol Strasburger, Adrianna Andreeewa, Barbara Bargiełowska, Aleksander Iwaniec                     |
| 7 marca         | Uciec jak najbliżej            | Polska | Janusz Zaorski        | Halina Golanko, Jerzy Góralczyk, Józef Nalberczak, Stan Borys, Ryszard Kotys                        |
| 21 marca        | Brylanty pani Zuzy             | Polska | Paweł Komorowski      | Ryszard Filipski, Halina Golanko, Ryszarda Hanin, Edmund Fetting, Andrzej Szajewski                 |
| 27 marca        | Podróż za jeden uśmiech        | Polska | Stanisław Jędryka     | Henryk Gołębiewski, Filip Łobodziński, Alina Janowska, Krystyna Borowicz                            |
| 4 kwietnia      | Słońce wschodzi raz na dzień   | Polska | Henryk Kluba          | Franciszek Pieczka, Ryszard Filipski, Stanisław Gronkowski, Teresa Kamińska, Marian Kociniak        |
| 7 kwietnia      | Zaraza                         | Polska | Roman Załuski         | Tadeusz Borowski, Janusz Bukowski, Stanisław Michalski, Maciej Rayzacher, Iga Mayr                  |
| 18 kwietnia     | Szerokiej drogi, kochanie      | Polska | Andrzej J. Piotrowski | Małgorzata Niemirska, Wieńczysław Gliński, Leon Niemczyk, Witold Pyrkosz                            |
| 2 maja          | Seksolatki                     | Polska | Zygmunt Hübner        | Hanna Wolska, Tomasz Ficner, Krystyna Borowicz, Mirosława Dubrawska, Emilia Krakowska               |
| 5 maja          | Jak daleko stąd, jak blisko    | Polska | Tadeusz Konwicki      | Andrzej Łapicki, Gustaw Holoubek, Maja Komorowska, Alicja Jachiewicz, Edmund Fetting                |
| 4 sierpnia      | 150 na godzinę                 | Polska | Wanda Jakubowska      | Barbara Wrzesińska, Andrzej Kopiczyński, Henryk Machalica, Roman Sykała                             |
| 15 września     | Ocalenie                       | Polska | Edward Żebrowski      | Zbigniew Zapasiewicz, Maja Komorowska, Aleksander Bardini, Kazimierz Dejunowicz                     |
| 26 września     | Szklana kula                   | Polska | Stanisław Różewicz    | Mieczysław Grąbka, Andrzej Nardelli, Małgorzata Potocka, Franciszek Pieczka, Krzysztof Stroiński    |
| 6 października  | Bolesław Śmiały                | Polska | Witold Lesiewicz      | Ignacy Gogolewski, Jerzy Kaliszewski, Maria Ciesielska, Aleksandra Śląska, Zdzisław Mrożewski       |
| 17 października | Poślizg                        | Polska | Jan Łomnicki          | Barbara Sołtysik, Jan Englert, Jerzy Kamas, Bronisław Pawlik, Tadeusz Łomnicki                      |
| 14 listopada    | Ten okrutny, nikczemny chłopak | Polska | Janusz Nasfeter       | Roman Mosior, Piotr Szczerkowski, Halina Kossobudzka, Małgorzata Leśniewska                         |
| 10 grudnia      | Trzeba zabić tę miłość         | Polska | Janusz Morgenstern    | Jadwiga Jankowska-Cieślak, Andrzej Malec, Władysław Kowalski, Barbara Wrzesińska, Alicja Jachiewicz |
| 19 grudnia      | Anatomia miłości               | Polska | Roman Załuski         | Barbara Brylska, Jan Nowicki, Bohdana Majda, Marek Frąckowiak, Mieczysław Łoza                      |

### Filmy zagraniczne
- Adam Szangala (Adam Šangala) – reż. Karol Spišák
- Aguirre, gniew boży (Aguirre, der Zirn Gottes) – reż. Werner Herzog
- Brat Słońce, siostra Księżyc (Fratello sole, sorella luna) – reż. Franco Zeffirelli
- Detektyw (Sleuth) – reż. Joseph L. Mankiewicz
- Dyskretny urok burżuazji (Le charme discret se la bourgeoisie) – reż. Luis Buñuel
- Kabaret (Cabaret) – reż. Bob Fosse
- Ojciec chrzestny (The Godfather) – reż. Francis Ford Coppola
- Opowieści kanterberyjskie (L'Racconti di Canterbury) – reż. Pier Paolo Pasolini
- Ostatnie tango w Paryżu (L'ultimo tango a Parigi) – reż. Bernardo Bertolucci
- Pierwszorzędne cięcie (Prime cut) – reż. Michael Ritchie
- Solaris (Solyaris) – reż. Andriej Tarkowski
- Sounder – reż. Martin Ritt
- Szepty i krzyki – reż. Ingmar Bergman
- Tajemniczy blondyn w czarnym bucie (Le Grand blond avec une chaussure noire) – reż. Yves Robert
- Tragedia „Posejdona” (The Poseidon Adventure) – reż. Ronald Neame
- Ucieczka gangstera (The Getaway) – reż. Sam Peckinpah
- Wybawienie (Deliverance) – reż. John Boorman
- Cancel My Reservation – reż. Paul Bogart (obsada: Bob Hope, Eva Marie Saint, Ralph Bellamy, Forrest Tucker, Anne Archer, Keenan Wynn, Dan George, Pat Morita)

## Nagrody filmowe
- Oskary
  - Najlepszy film - Ojciec chrzestny
  - Najlepszy aktor - Marlon Brando - Ojciec chrzestny
  - Najlepsza aktorka - Liza Minnelli - Kabaret
  - Wszystkie kategorie: 45. ceremonia wręczenia Oscarów
- Festiwal w Cannes
  - Złota Palma: ex æquo
    - Elio Petri – Klasa robotnicza idzie do raju (La Classe operaia va in paradiso)
    - Francesco Rosi – Sprawa Mattei (Il Caso Mattei)
- Festiwal w Berlinie
  - Złoty Niedźwiedź: Pier Paolo Pasolini - Opowieści kanterberyjskie

## Urodzili się
- 1 stycznia:
  - Catherine McCormack, brytyjska aktorka
  - Damian Pietrasik, polski operator
- 11 stycznia – Amanda Peet, amerykańska aktorka
- 20 lutego – Magdalena Cielecka, polska aktorka
- 7 marca – Renata Gabryjelska, polska aktorka
- 23 marca – Judith Godrèche, francuska aktorka
- 31 marca – Alejandro Amenábar, hiszpański reżyser
- 17 kwietnia – Jennifer Garner, amerykańska aktorka
- 20 kwietnia – Carmen Electra, amerykańska modelka i aktorka
- 28 maja – Chiara Mastroianni, francuska aktorka
- 17 czerwca – Michał Żebrowski, polski aktor
- 19 czerwca – Robin Tunney, amerykańska aktorka
- 1 lipca – Claire Forlani, brytyjska aktorka
- 15 sierpnia – Ben Affleck, amerykański aktor
- 30 sierpnia – Cameron Diaz, amerykańska aktorka
- 3 września – Maja Ostaszewska, polska aktorka
- 9 września – Michał Wiśniewski, polski piosenkarz, lider zespołu Ich Troje
- 9 września – Goran Višnjić, chorwacki aktor
- 27 września – Gwyneth Paltrow, amerykańska aktorka
- 28 września – Katarzyna Bujakiewicz, polska aktorka
- 1 listopada – Jenny McCarthy, amerykańska modelka i aktorka
- 6 listopada – Thandie Newton, brytyjska aktorka
- 15 listopada – Jonny Lee Miller, angielski aktor
- 19 grudnia – Alyssa Milano, amerykańska aktorka
- 22 grudnia – Vanessa Paradis, francuska aktorka i piosenkarka
- 29 grudnia – Jude Law, angielski aktor

## Zmarli
- 1 stycznia – Maurice Chevalier, francuski aktor i piosenkarz (ur. 1888)
- 8 stycznia – Wesley Ruggles, reżyser
- 2 lutego – Jessie Royce Landis, aktorka
- 7 lutego – Walter Lang, amerykański reżyser (ur. 1896)
- 5 kwietnia – Isabel Jewell, aktorka
- 5 kwietnia – Brian Donlevy, amerykański aktor (ur. 1901)
- 30 kwietnia – Gia Scala, brytyjska aktorka (ur. 1934)
- 3 maja – Bruce Cabot, aktor
- 15 maja – Nigel Green, aktor
- 22 maja – Margaret Rutherford, brytyjska aktorka (ur. 1892)
- 6 lipca – Brandon De Wilde, aktor
- 28 lipca – Mieczysława Ćwiklińska, polska aktorka (ur. 1879)
- 7 sierpnia – Joi Lansing, aktorka
- 9 października – Miriam Hopkins, amerykańska aktorka (ur. 1902)
- 16 października – Leo G. Carroll, angielski aktor (ur. 1886)
- 23 listopada – Marie Wilson, aktorka
- 24 grudnia – Stanisław Winczewski, aktor (ur. 1908)